# Spoorlijn Metz-Ville - Zoufftgen
De spoorlijn Metz-Ville - Zoufftgen is een Franse spoorlijn in het departement Moselle tussen Metz en de grens met Luxemburg bij Zoufftgen en heeft als lijnnummer 180 000. 

## Geschiedenis
Het traject werd door de Compagnie du chemin de fer de Paris à Strasbourg geopend tussen Metz en Thionville op 16 september 1854 en verlengd naar Zoufftgen op 11 augustus 1859. In 1878 is door de Reichseisenbahnen in Elsaß-Lothringen een nieuw tracé op de rechteroever van de Moezel gebouwd inclusief nieuw station. Het oude station heeft nog een tijd dienst gedaan als goederenstation. Op het voormalige tracé op de linkeroever heeft van 1903 tot 1935 de metersporige lijn Thionville - Mondorf-les-Bains gelegen.

## Treindiensten
De SNCF verzorgt het personenvervoer op dit traject met TGV en TER treinen.
| Serie              | Treinsoort            | Route | Bijzonderheden                                                                             |
| ------------------ | --------------------- | --- | ------------------------------------------------------------------------------------------ |
| TGV 2820           | TGV (SNCF)            | Paris Est – Metz-Ville – Thionville – Luxemburg |                                                                                            |
| TGV 9800           | TGV (SNCF)            | [ Luxemburg – Thionville – Metz-Ville – Strasbourg-Ville – Mulhouse-Ville – Belfort-Montbéliard TGV – Besançon Franche-Comté TGV – Dijon-Ville – Mâcon-Ville – ] / [ Brussel-Zuid – Lille-Europe – Arras – TGV Haute-Picardie – Aéroport Charles-de-Gaulle 2 TGV – [ Champagne-Ardenne TGV – Meuse TGV – Lorraine TGV – Strasbourg-Ville ] / [ Marne-la-Vallée - Chessy – [ Massy TGV – Le Mans – [ Laval – Rennes ] / [ Angers-Saint-Laud – Nantes ] ] / [ Creusot TGV – ] Lyon-Part-Dieu – [ Avignon TGV – Marseille Saint-Charles ] / [ Montpellier-Saint-Roch – Perpignan ] ] | Dagelijkse verbinding met Montpellier en Marseille. Perpignan - Brussel tweemaal per week. |
| TER 86400 RE 16    | TER (SNCF)            | Metz-Ville – Thionville – Perl – Trier Hbf | rijdt alleen in het weekend                                                                |
| TER 833400         | TER (SNCF)            | Metz-Ville – Hagondange – Conflans-Jarny – Verdun | enkele treinen per dag                                                                     |
| RE 88500 TER 88500 | RegionalExpress (CFL) | Luxemburg – Thionville – Metz-Ville – Nancy-Ville |                                                                                            |
| RE 88700           | RegionalExpress (CFL) | Luxemburg – Thionville – Metz-Ville |                                                                                            |
| RE 88800           | RegionalExpress (CFL) | Luxemburg – Thionville |                                                                                            |

## Aansluitingen
In de volgende plaatsen is of was er een aansluiting op de volgende spoorlijnen:
Metz-Ville
RFN 086 000, spoorlijn tussen Conflans-Jarny en Metz-Ville
RFN 089 000, spoorlijn tussen Lérouville en Metz-Ville
RFN 099 000, spoorlijn tussen Metz-Ville en Château-Salins
RFN 140 000, spoorlijn tussen Réding en Metz-Ville
RFN 174 000, spoorlijn tussen Metz-Ville en Hargarten-Falck
RFN 191 300, raccordement tussen Metz-Ville en Metz-Marchandises
Woippy
RFN 180 606, stamlijn Woippy 1
RFN 180 611, stamlijn Woippy 2
RFN 192 000, spoorlijn tussen Metz-Sablon en Woippy
Hagondange
RFN 085 000, spoorlijn tussen Saint-Hilaire-au-Temple en Hagondange
RFN 085 306, raccordement van Mondelange
Uckange
RFN 198 300, raccordement van Uckange
Thionville
RFN 177 000, spoorlijn tussen Thionville en Anzeling
RFN 178 000, spoorlijn tussen Thionville en Apach
RFN 178 606, stamlijn Thionville
RFN 204 000, spoorlijn tussen Mohon en Thionville
Hettange-Grande
RFN 190 000, spoorlijn tussen Hettange-Grande en Entrange
Zoufftgen
CFL 6, spoorlijn tussen Luxemburg en Bettembourg

## Elektrificatie
Het traject werd in 1956 geëlektrificeerd met een wisselspanning van 25.000 volt 50 Hz.